# João Soares de Paiva
João Soares de Paiva (XII wiek) – portugalski poeta.
João Soares de Paiva był portugalskim trubadurem. Urodził się prawdopodobnie w 1141 roku. Jest najdawniejszym autorem, piszącym w języku galicyjskim, którego dzieła zachowały się do naszych czasów. Utwór Ora faz host'o senhor de Navarra, powstały około roku 1200, uchodzi za najstarszy zabytek liryki trubadurów w języku galicyjskim. Składa się on z trzech strof rymowanych ababbaba.